# ياني برادو
ياني برادو (مواليد 2 يناير 1991) هي ممثلة كوبية. في عام 2021، لعب برادو دور جينافي مسلسل نيتفليكس السماء الحمراء.

## حياتها ومسيرتها التمثيلية
ولدت برادو في كوبا لكنها انتقلت إلى المكسيك في سن الحادية عشرة. درست التمثيل في مركز التربية الفنية في تيلفيزا. كان أول دور تلفزيوني لها في عام 2010 في المسلسل المكسيكي وردة غوادالوبي حيث أدت دور كارولينا وشخصيات أخرى في السنوات التالية. 
في عام 2019 ، لعبت دور لا لوسيس في مسلسل لحن الانتقام. 
في عام 2021، لعبت دور جينا في مسلسل السماء الحمراء على نتفليكس، المسلسل الذي أنشأه أليكس بينا، وهو أيضًا مبتكر ومخرج لا كاسا دي بابيل. 

## فيلموغرافيا
| سنة       | لقب                           | دور                  | ملاحظات       |
| --------- | ----------------------------- | -------------------- | ------------- |
| 2010-2014 | وردة غوادالوبي                | أدوار متعددة         | 4 حلقات       |
| 2015      | كما يقول المثل                | باميلا               | حلقة واحدة    |
| 2017      | الحياة المزدوجة لإستيلا كاريو | جينيسس               | دور أساسي     |
| 2018      | ثلاث معجزات                   | لوز ماريا "لا نيجرا" | دور أساسي     |
| 2019      | رينغو                         | لا لوتشيس            | دور متكرر     |
| 2019      | لحن الانتقام                  | إرما "الحوراكان"     | دور أساسي     |
| 2021      | السماء الحمراء                | جينا                 | الدور القيادي |

## روابط خارجية
[http://www.imdb.com/name/nm7108780/ ياني برادو
] في قاعدة بيانات الأفلام على الإنترنت
- ياني برادو على إنستغرام